# Costifrons kolleri
Costifrons kolleri är en stekelart som först beskrevs av Cameron 1912.  Costifrons kolleri ingår i släktet Costifrons och familjen brokparasitsteklar. Inga underarter finns listade i Catalogue of Life.